# پنژینا
پنژینا (روسی: Пенжина) یک رود در سرزمین کامچاتکای کشور روسیه است.